# Jekschot
Jekschot (Veghels dialect: Jeksend) is een buurtschap in de Noord-Brabantse gemeente Meierijstad. Jekschot is een oude heerlijkheid.

## Ligging
De buurtschap Jekschot is gelegen ten zuiden van de kern Veghel onder de buurtschap Zondveld en het dorp Zijtaart, waartoe dit gehucht gerekend wordt.
De benaming Jekschot komt tevens voor in de Veghelse buurtgemeente Sint-Oedenrode, waar van oudsher een deel van Jekschot gelegen was, dat heden ten dage wordt aangeduid als Jekschotse Heide. Lange tijd vormde de plaatselijke Jekschotse loop, een zijtak van het riviertje Aa, de grens tussen Veghel en Sint-Oedenrode.

## Geschiedenis

### Archeologische vondsten
In de Veghelse Hoek ter hoogte van Jekschot liggen grafheuvels, die vermoedelijk uit de Bronstijd dateren. Zij vormden vroeger de grens tussen de gemeenten Veghel, Erp en Lieshout.
In 1942 werd er een pot met romeinse munten gevonden op Jekschot.

### Het ontstaan van de heerlijkheid
Op 12 januari 1310 schonk hertog Jan III van Brabant aan Willem de Cruudener uit Brussel landerijen en rechten in Jekschot als aflossing van een schuld. In dezelfde periode werden de grenzen van de gemeenschappelijk gebruikte (veelal woeste) gronden van Veghel, Sint-Oedenrode en Lieshout geregeld. Op de grens van de latere gemeenten Sint-Oedenrode en Veghel, aan de grens met Lieshout, werd een gebied gecreëerd met tot op zekere hoogte een eigen rechtspraak: de heerlijkheid Jekschot. De heerlijkheid kende lage en middelbare jurisdictie en had een eigen schout, schepenen en vorster. De heerlijkheid heeft ook een eigen leen- en cijnsboek gehad, dat in de jaren tachtig van de twintigste eeuw door Martien van Asseldonk teruggevonden werd bij Sopers in Den Bosch.
Het Veghelse deel (ongeveer 1/3 van het grondgebied van de heerlijkheid) bestond uit 3 door de heer verpachte hoeven en een groot aantal cijns- en leengoederen. Uit deze goederen werd jaarlijks en bij wisseling van gebruiker een bedrag aan de heer betaald, verder was de macht van de heer daar minimaal. Het deel dat later onder de gemeente Sint-Oedenrode behoorde (ongeveer 2/3 deel) bestond uit 30 bunder heide (het Cijnsveld), 2 grote kavels vergraste heide die door de heer van Jekschot verpacht werden: de Kleine Weihoeve (30 bunder) en de Grote Weihoeve (40 bunder). Ten slotte was er 20 bunder grond die de heer van de hertog als Brabants leen hield, samen met het slotje van Jekschot 'Leijenburg' geheten (naar de Leij, een oude benaming van de Jekschotse loop). Het slotje werd tijdens de 80-jarige oorlog verwoest.

### Perikelen met Rode
De boeren van Sint-Oedenrode waren ontevreden over het verlies van heidegrond aan een vreemde heer. Toen een nieuwe heer op zijn rechten ging staan leidde dat toe een conflict. De boeren verwoestten in 1363 het huis van de heer. De gebruikers van de gemene gronden die betrokken waren, werden collectief bestraft. Tot in de zeventiende eeuw hebben de inwoners en regenten van Sint-Oedenrode de rechten van de heer van Jekschot bestreden en probeerde men Jekschot van Sint-Oedenrode af te scheiden. In 1650 brak daarover een proces uit tussen Rode en Juffrouw Anna van Hambroek, vrouwe van de heerlijkheid Jekschot.
Zij wilde tevens de heerlijkheid Jekschot in de richting van Veghel uitbreiden en beweerde, dat volgens oude grensscheiding, de Veghelse buurtschap Zondveld binnen de grenzen van Jekschot lag.
Een proces over het gebruik van de heidegronden in de heerlijkheid werd in 1683 ten gunste van de inwoners van Sint-Oedenrode bepaald, dat zowel de gemeentenaren van Rode als die van Jekschot gebruik mochten maken van de heidegronden binnen de heerlijkheid.

### Landgoed Jekschot
In de 19e eeuw kwamen de heerlijke rechten van de heerlijkheid in het bezit van de Veghelse brouwersfamilie Smits. In die periode werd Jekschot aangeduid als landgoed. Naast het landgoed Jekschot bezat de familie Smits er vijf pachtboerderijen.

### Heden
Heden ten dage is het gebied rond de voormalige heerlijkheid Jekschot, bestaande uit de Veghelse Hoek en de Jekschotse Heide aangewezen als landbouwontwikkelingsgebied in samenwerking tussen de gemeenten Veghel en Sint-Oedenrode.